# رالتغرافير
رالتغرافير هو أحد مضادات الفيروسات القهقرية ويستخدم في علاج عدوى فيروس العوز المناعي البشري. تنتجه شركة ميرك، وقد حصلت على ترخيص إدارة الغذاء والدواء في 12 تشرين الأول 2007، وهو أول دواء يحصل على الترخيص من مجموعة مثبطات الإنزيم المدمج.
في كانون الأول 2011 حصل على ترخيص استخدام في الأطفال والمراهقين من عمر 2 إلى 18 سنة. فتستخدم الأقراص المضغوطة للمراهقين من عمر 11 فأكثر، أما الأطفال فيستخدون الأقراص القابلة للمضغ.
في 6 شباط 2015، أقرت إدارة الغذاء والدواء استخدام دوتربيس والذي يتحوي على توليفة من لاميفودين ورالتغرافير.

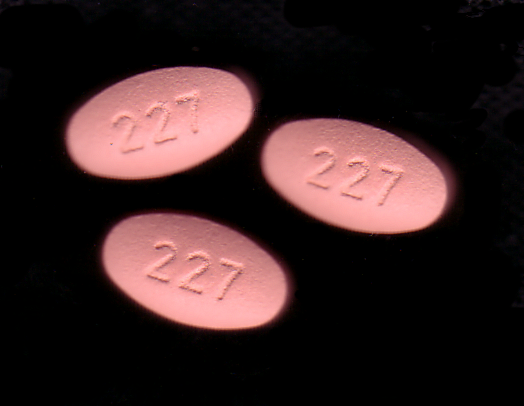
أقراص إسنترس. وتحتوي على رالتغرافير.

## روابط خارجية
- موقع إسنترس